# Johannes Titz
Johannes Titz (ur. 5 kwietnia 1844 w Marczowie, zm. 1925 w Lwówku Śląskim) – niemiecki konstruktor fisharmonii artystycznych, uznawanych za jedne z najlepszych na świecie. Twórca warsztatu instrumentów muzycznych w Lwówku Śląskim, którego produkty znalazły uznanie wśród artystów i kompozytorów, m.in. Sigfrida Karg-Elerta.

## Życiorys
Johannes Titz urodził się w Marczowie nad Bobrem. Z wykształcenia był nauczycielem, jednak jego kariera zawodowa była niezwykle zróżnicowana – pracował m.in. jako nauczyciel, myśliwy, rusznikarz, podróżnik, fotograf, producent puszek i zegarków. Ostatecznie poświęcił się muzyce, zostając nauczycielem tego przedmiotu, a następnie konstruktorem instrumentów muzycznych.
Na przełomie XIX i XX wieku Titz zasłynął jako budowniczy fisharmonii artystycznych. Przełomem w jego działalności była naprawa uszkodzonej podczas transportu francuskiej fisharmonii artystycznej firmy Mustel, należącej do Wilhelma Rohrbecka – berlińskiego ziemianina, mecenasa sztuki i melomana osiadłego w pałacu we Wleniu. Titz nie tylko przywrócił instrument do pełnej sprawności, ale także wprowadził innowacje, które nadały mu brzmienie zbliżone do organów.
Osiągnięcie to zwróciło uwagę Carla Simona – wydawcy muzycznego i handlarza instrumentami z Berlina, który zaproponował Titzowi współpracę. Od 1903 roku Titz rozpoczął produkcję fisharmonii artystycznych w warsztacie mieszczącym się w Lwówku Śląskim pod dzisiejszym adresem ul. Krawczyńskiego 8. Rocznie powstawało od sześciu do siedmiu instrumentów, przeznaczonych wyłącznie dla koneserów i artystów.
Jednym z najsłynniejszych użytkowników fisharmonii Titza był Sigfrid Karg-Elert, który nabył swój egzemplarz w 1906 roku. Kompozytor poświęcił temu instrumentowi liczne utwory, w tym Madrygał op. 42, dedykowany bezpośrednio Titzowi.
Od 1911 roku w pracowni Titza pracował jego zięć, Martin Schlag (ur. 27 sierpnia 1886 w Świdnicy), syn znanego budowniczego organów Heinricha Schlaga. 60-letni Johannes Titz otrzymał świadectwo patentowe nr 173995, z dnia 30 grudnia 1904 roku, wystawione przez Cesarski Urząd Patentowy dla Johannesa Titza dotyczący usprawnienia mechaniki fortepianu. Po śmierci Johannesa Titza w 1925 roku, Schlag kontynuował produkcję fisharmonii aż do 1944 roku.
W 1947 roku zakład został przejęty przez przedsiębiorstwo państwowe „Zjednoczone Zakłady Przemysłu Muzycznego”.

## Dziedzictwo
Fisharmonie Johannesa Titza były uznawane za konstrukcje porównywalne z instrumentami firmy Mustel. Zachowane egzemplarze jego fisharmonii znajdują się m.in. w Szwajcarii, w kolekcji Marka Richli z Zurychu (Kunstharmonium «Johannes Titz» Nr. 310-6 z lat 1907/1908).
Jedna z fisharmonii Titza była w latach 60. XX wieku wykorzystywana w kościele pw. Wniebowzięcia Najświętszej Maryi Panny w Lwówku Śląskim. Jej dalsze losy pozostają nieznane.
W 2002 roku Johannes Michel nagrał płytę z utworami Karg-Elerta, wykonanymi na fisharmonii Titza.
27 czerwca 2014 roku w Pałacu Książęcym we Wleniu odbył się wykład dr. Janusza Musialika poświęcony Johannesowi Titzowi, a w kościele św. Mikołaja Biskupa we Wleniu odbył się koncert na jego fisharmonii w wykonaniu węgierskiego organisty Balasza Szabo.
Grobowiec rodziny Titzów znajduje się na cmentarzu komunalnym w Lwówku Śląskim przy al. Wojska Polskiego.